# 関西銀行百済支店強盗事件
関西銀行百済支店強盗事件（かんさいぎんこうくだらしてんごうとうじけん）とは、2003年（平成15年）6月9日に、関西銀行（現：関西みらい銀行）百済支店で発生した強盗事件である。

## 事件概要
2003年（平成15年）6月9日、午後0時20分頃、大阪府大阪市東住吉区杭全二丁目にあった関西銀行百済支店に、白の作業着に、白のヘルメットを被り、黄色のタオルとサングラスで顔を覆い隠したの男が、「消火器の点検です」と言って支店内に侵入した。そして、支店内に設置されていた消火器のノズルを使い、カウンター窓口にいた女性行員に鞄を差し出し、「動くな、金を入れろ」と脅迫、カウンター内の現金約1,930万円を奪って自転車で逃走した。支店内に残されていた消火器から、男の指紋が検出され、現場から約300メートル離れた路上で逃走に使用した自転車が乗り捨てられているのが発見された。事件現場には、行員と数名の客がいたが、死傷者は出なかった。後日、大阪府東住吉警察署は、防犯カメラに写った犯人の全体像を公開し、強盗の疑いで男の行方を追った。
逃走した男の情報は集まらず、事件から6年が経った2009年（平成21年）11月20日、事件は意外なところから解決に向かう。10月15日、南堺警察署で覚せい剤取締法違反（所持）で現行犯逮捕・起訴された韓国国籍の男（当時37歳）の指紋と現場の消火器に残されていた指紋が一致した。同日、大阪府警察本部刑事部捜査第一課と東住吉警察署は強盗容疑で韓国国籍の男を逮捕した。被疑者の男は「知らないとしか言いようがない」と容疑を否認しているが、大阪府警の調べで、事件生当時、現場近くのマンションに住んでいたこと、消費者金融から約350万円の借金をしていたことが判明しており、知人から防犯カメラの映像について「体形がよく似ている」という証言も入手している。